# Visconde de Viamonte da Silveira
Visconde de Viamonte da Silveira é um título nobiliárquico criado por D. Luís I de Portugal, por Decreto de 11 de Abril de 1889, em favor de José de Viamonte de Sousa da Silveira , filho de Francisco António de Sousa da Silveira, Sr. da Casa de Pombais em Guimarães, etc. e de sua mulher D. Júlia da Cunha Viamonte (filha herdeira dos 1.ºs Barões de Viamonte da Boavista.
Titulares
1. José de Viamonte de Sousa da Silveira, 1.º Visconde de Viamonte da Silveira, nasceu a 10 de Novembro de 1867 e faleceu a 29 de Junho de 1933, Sr. da Casa dos Pombais em Guimarães. Casou duas vezes, a 1.ª com D. Maria da Assunção Correia Leite de Almada, que nasceu em 1872 e faleceu a 12 de Julho de 1910, filha de António Pereira Leite da Silva, Sr. da Casa da Freiria em Guimarães e de sua mulher D. Ana Emília Correia Leite de Almada (filha dos primeiros Condes da Azenha); com geração. A segunda com D. Rita de Cácia de Sá Sotomaior Pizarro, com geração.

Após a Implantação da República Portuguesa, usaram o título: 
1. Francisco Leite Correia de Almada de Viamonte da Silveira, 2.º Visconde de Viamonte da Silveira, por Alvará do Conselho de Nobreza de 25 de Junho de 1946, filho primogénito varão do primeiro casamento do 1.º Visconde, nasceu a 7 de Maio de 1897, e faleceu a 22-12-1963, Eng.º Civil, Sr. da Casa dos Pombais em Guimarães. Casou a 1 de Agosto de 1925 com D. Maria dos Prazeres de Abreu Calheiros de Noronha Pereira Coutinho, que nasceu a 18 de Novembro de 1894 e faleceu a 1 de Abril de 1977, filha dos 1.º Condes de Paço de Vitorino.
2. José Calheiros de Abreu Coutinho de Almada de Viamonte da Silveira, 3.º Visconde de Viamonte da Silveira, por Alvará do Conselho de Nobreza de 15 de Outubro de 1966, filho do 2.º visconde, nasceu na Casa de Pombais a 18 de Março de 1928, faleceu em em 24 de Setembro de 2015, casou com D. Maria Guilhermina de Novais Leite Malheiro, a 18 de Outubro de 1961 em Ponte de Lima, que nasceu a 23 de Agosto de 1936, filha do Dr. Eduardo Augusto Correia Malheiro Pereira Peixoto e de sua mulher D. Júlia Clementina Leite Gomes de Abreu Novais.  Sucedeu no título seu filho.
3. Francisco José Malheiro Calheiros de Viamonte da Silveira, que nasceu em Guimarães a 21 de Dezembro de 1964. [2] , 4º Visconde de Viamonte da Silveira, por deliberação do Instituto da Nobreza Portuguesa em 14 de Março 2016 casou com Maria Natália de Jesus Novais Moreira Viamonte da Silveira, a 16 de Setembro de 1995 em Guimarães.